# گوزن فریادکش سوماترایی
آهوی فریادکش سوماترایی (نام علمی: Muntiacus montanus) نام یک گونه از سرده گوزن فریادکش است.